# Silicon Graphics
Silicon Graphics, Inc. (SGI, nekad Silicon Graphics Computer Systems ili SGCS) je tvrtka za proizvodnju visoko tehnoloških računalnih rješenja uključujući  računalni harver i softver. Osnovali su je 1981. Jim Clark i Abbey Silverstone.

## Vanjske poveznice
- SGI službeni web
- SGI kronologija